# 美丽沙穗
美丽沙穗（学名：Eremostachys speciosa）为唇形科沙穗属下的一个种。其种加词“speciosa”意为“外表美丽的”。
现接受名为美丽沙穗（Phlomoides speciosa (Rupr.) Adylov, Kamelin & Makhm., 1987）。